# Paulo Centurión
Paulo Centurión (Formosa, Argentina, 8 de diciembre de 1982 ) es un futbolista argentino que juega en la posición de defensa en el Comunicaciones FC de Guatemala.

## Carrera

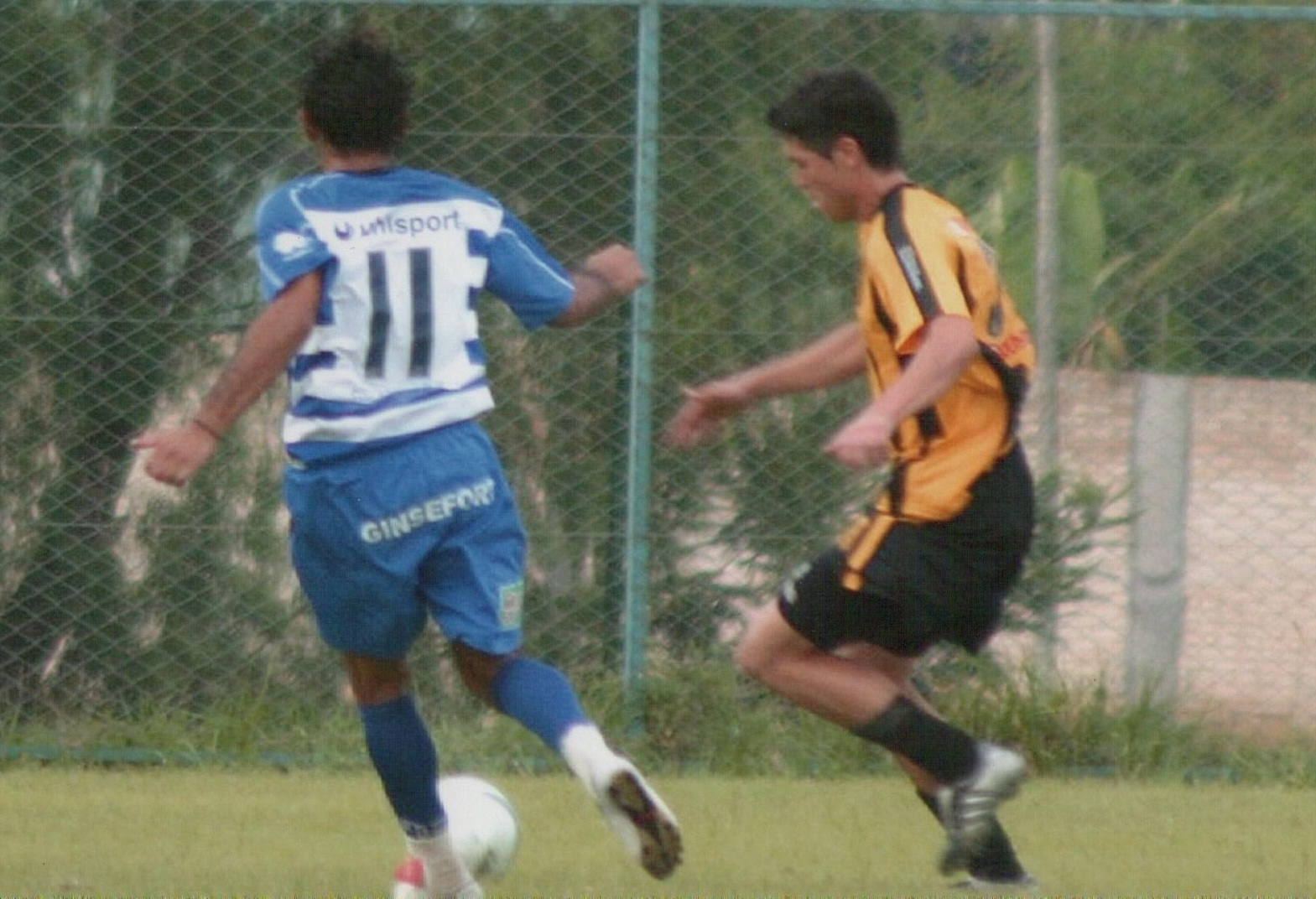
Paulo Centurión conduciendo el balón frente a Edison Giménez del Club Sportivo 2 de Mayo de la Liga de Paraguay en el 2006

Paulo Centurión, es hijo del exfutbolista argentino internacional Cristino Centurión, ha jugado en 4 países diferentes: Argentina, Paraguay, Guatemala y Puerto Rico. Es un defensa que se caracteriza por su fuerza, juego aéreo, y buena condición técnica ya que es un jugador que se perfila al ataque.
Debutó en su provincia natal (Formosa) en el año 2002 en el Club Sol de América (Formosa); en primera división de la Liga Formoseña de Fútbol saliendo jugador revelación como mejor defensor en esa temporada, posteriormente en el año 2003 pasa al Club Defensa y Justicia también de Formosa. Paulo ha jugado solamente 2 años en su provincia; y producto de su buena condición, es tentado para militar en el fútbol paraguayo, ya en el plano profesional; que sin pensarlo Centurión deja su Formosa querida para ir a otra realidad futbolística, y cumplir ese sueño de seguir las huellas que su padre ha marcado. El Club Guaraní de Paraguay lo cobijó como a muchos jugadores que ingresan al mercado paraguayo.
En el club Guaraní debuta como jugador profesional el 29 de agosto del 2004 en la 4.ª fecha del Torneo Clausura 2004 de Paraguay, entrando al minuto 38 de recambio en el juego que el Club Guaraní enfrentaba al Club Nacional de Paraguay, el 16 de abril del 2006 Paulo anota su primer gol como profesional al Club Fernando de la Mora por la fecha 13 del Torneo de Apertura 2006.  Paulo militó en dicho equipo en 3 etapas (cedido a Préstamos en 2 oportunidades), teniendo contrato hasta el 2010. Como se hacía mención anteriormente  Centurion vistió las camisetas del Club Social y Deportivo Comunicaciones, Club Social y Deportivo Municipal ambos equipos más populares de Guatemala, el Club Atlético River Plate Puerto Rico,  el  Club Atlético Sarmiento (Resistencia) de Argentina, Antigua GFC, Deportivo Coatepeque, Universidad SC, Deportivo Escuintla Heredia, y el Comunicaciones FC, estos últimos 5 todos de Guatemala, en la cual sigue como jugador profesional activo.

## C.S.D. Comunicaciones (Guatemala)

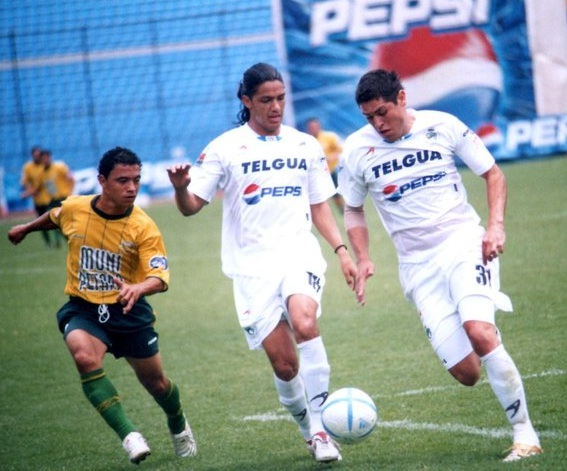
Paulo Centurión jugando para Comunicaciones

Luego de un buen trabajo en el club al cual es dueño de los derechos deportivos, Paulo Centurión es tentado del extranjero, lo cual en junio del 2006 el Club Social y Deportivo Comunicaciones de Guatemala llega a un acuerdo con el Club Guaraní de Paraguay (dueño del pase del jugador) por un año a préstamo con opción de compra. Arriba al país guatemalteco para acoplarse a los trabajos de pretemporada donde desarrollara el club, Paulo hace su debut oficial el 30 de julio donde el equipo Crema enfrenta en condición de local al Deportivo Suchitepéquez con marcador a favor de 2 a 1. 
Transcurría el Torneo Apertura 2006 y el equipo estaba en su mejor momento, lo cual se adjudica el primer puesto en la fase regular del torneo; adjudicándose la clasificación directa a semifinales, la cual lo pasa sin sobresalto en una disputa de ida y vuelta contra el Deportivo Jalapa (semifinal ida de visitante el 7 de diciembre a favor de 2 a 1, semifinal vuelta de local el 10 de diciembre a favor de 3 a 1) pasando a la final donde enfrentará al archirrival rojo; al Club Social y Deportivo Municipal. El equipo Crema llegaba con toda la ilusión de conseguir el título que hasta en ese momento; solo faltaba para coronar la buena campaña que se venía realizando, esa noche del jueves 14 de julio se disputó la Primera final en condición de visitante y el marcador quedó en 0 para ambos equipos; todo se definiría en la finalísima de vuelta el domingo 17 del mismo mes el marcador queda en 1 a 1 (el gol de visita favoreció a los Rojos) perdiendo esa tan ansiada final y lo cual Paulo junto al equipo quedan con las manos vacías. Centurión sumado al subcampeonato de dicho torneo consigue el premio a mejor defensa Central del Torneo Apertura. 
En el Torneo Clausura 2007 el 7 de marzo de 2007 Paulo anota un gol al Deportivo Suchitepéquez disputando la fecha 5 de dicho torneo., Centurión juega su último partido oficial contra Xelaju Mario Camposeco con un marcador a favor de 2 a 1. 
Al no llegar un acuerdo entre los respectivos clubes Centurión deja el club con una buena imagen por haber hecho un buen trabajo participando con los Cremas en el torneo Torneo Apertura 2006 y el Torneo Clausura 2007.

## Club Guaraní (Paraguay)

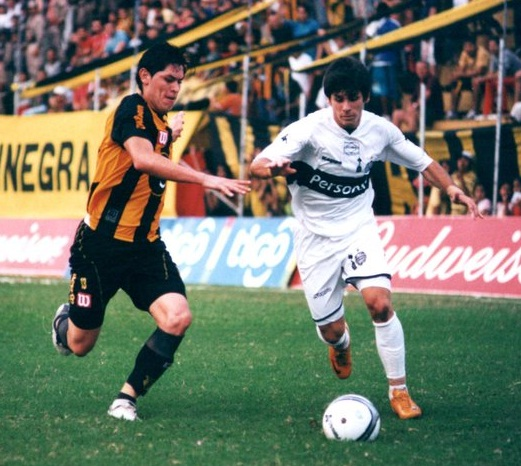
Paulo Centurión jugando para el Club Guaraní enfrentando al Club Olimpia

Tras su paso por el fútbol extranjero (fútbol guatemalteco); Paulo vuelve en julio del 2007 a Paraguay para integrarse de nuevo al club Guaraní.
Allí jugó el Torneo Clausura 2007 y el Torneo Apertura 2008, en el Torneo Apertura 2008 el 13 de abril de 2008 Paulo Centurión consiguió su tercer gol como profesional y segundo con el Guaraní, frente al Sportivo Luqueño por la fecha 10. (el gol de Centu fue elegido como el mejor gol de la fecha 10 en el fútbol paraguayo). Afianzado en el plantel principal es seguido por varios clubes interesados en su persona, concluyendo el torneo Apertura 2008 del fútbol paraguayo llega la propuesta más concreta del otro grande del fútbol de Guatemala que seduce al Club Guaraní y al jugador llegando al acuerdo que lo vincularía en su nuevo club; el Municipal de Guatemala lo esperaría, Centurión se convertiría en uno de los pocos extranjeros que vestiría ambas camisetas en dicho país. Último partido en el Club aborigen contra el Club Nacional (Paraguay) con marcador en empate.

## C.S.D. Municipal (Guatemala)

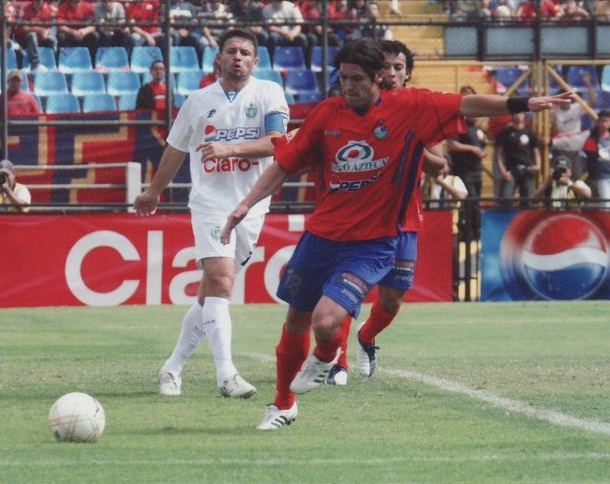
Paulo Centurión disputando la final del Torneo Apertura 2008

Gracias al subcampeonato obtenido en el Torneo Apertura 2008, el Club Social y Deportivo Municipal consigue la plaza directa para representar al país disputando la Primera Edición de la Concachampions (Concacaf Liga Campeones 2008-2009). Para ello, tomando en cuenta los antecedente deportivos que había dejado años atrás en el fútbol guatemalteco, en julio del 2008 Paulo Centurión es contratado por el Club Escarlata de Guatemala, la negociación se produjo a préstamo por 1 año con opción a compra al Club Guaraní de Paraguay, para reforzar la escuadra ya que el equipo Rojo tendría participación en el plano Internacional como en el torneo local.
Una vez concluida dicha negociación; Centurión se suma al plantel para hacer los trabajos de pretemporadas que el equipo desarrollaría, incluyendo partidos amistosos en el exterior que el Club tenía planificado.

### Liga de Campeones de la CONCACAF (Concachampions)

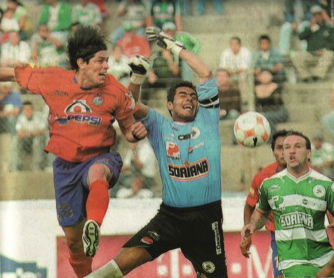
Centurión Paulo del Municipal de Guatemala disputando el balón aéreo ante la salida del guardameta Oswaldo Sánchez del Club Santos Laguna de México, detrás observa Matías Vuoso, marcador de 3 a 2 a favor de los mexicanos

En dicha competencia el equipo guatemalteco enfrenta a equipos como el Santos de México, Puerto Rico Islanders de Puerto Rico y el Tauro de Panamá.
Hasta que el miércoles 17 de septiembre, en Torreón; tierra Mexicana, el Rojo hace su debut en el certamen enfrentando al campeón del fútbol mexicano; al Santos, el compromiso fue vibrante ya que ambas escuadras tenían jugadores de renombres y conocidos que daban un buen condimento al encuentro, marcador favorable para los locales por 3 a 2 (victoria conseguida sobre la hora por Matías Vuoso a los 89 min. de la etapa final). Este encuentro fue nombrado como el mejor partido en esa edición.
Gran Torneo disputado por el club Rojo plasmando todo su potencial en tierras extranjeras, que desafortunadamente no logra clasificar a la siguiente fase por diferencia de 1 gol, que hizo que se quedaran en las puertas de la siguiente fase, como poniendo de ejemplo que Municipal fue el único equipo que ganó en tierras boricuas al Puerto Rico Islanders en la noche del 23 de octubre por el marcador de 1 a 0. Más allá de todo Centurión seguía trascendiendo como jugador.

### Torneo Apertura - Clausura

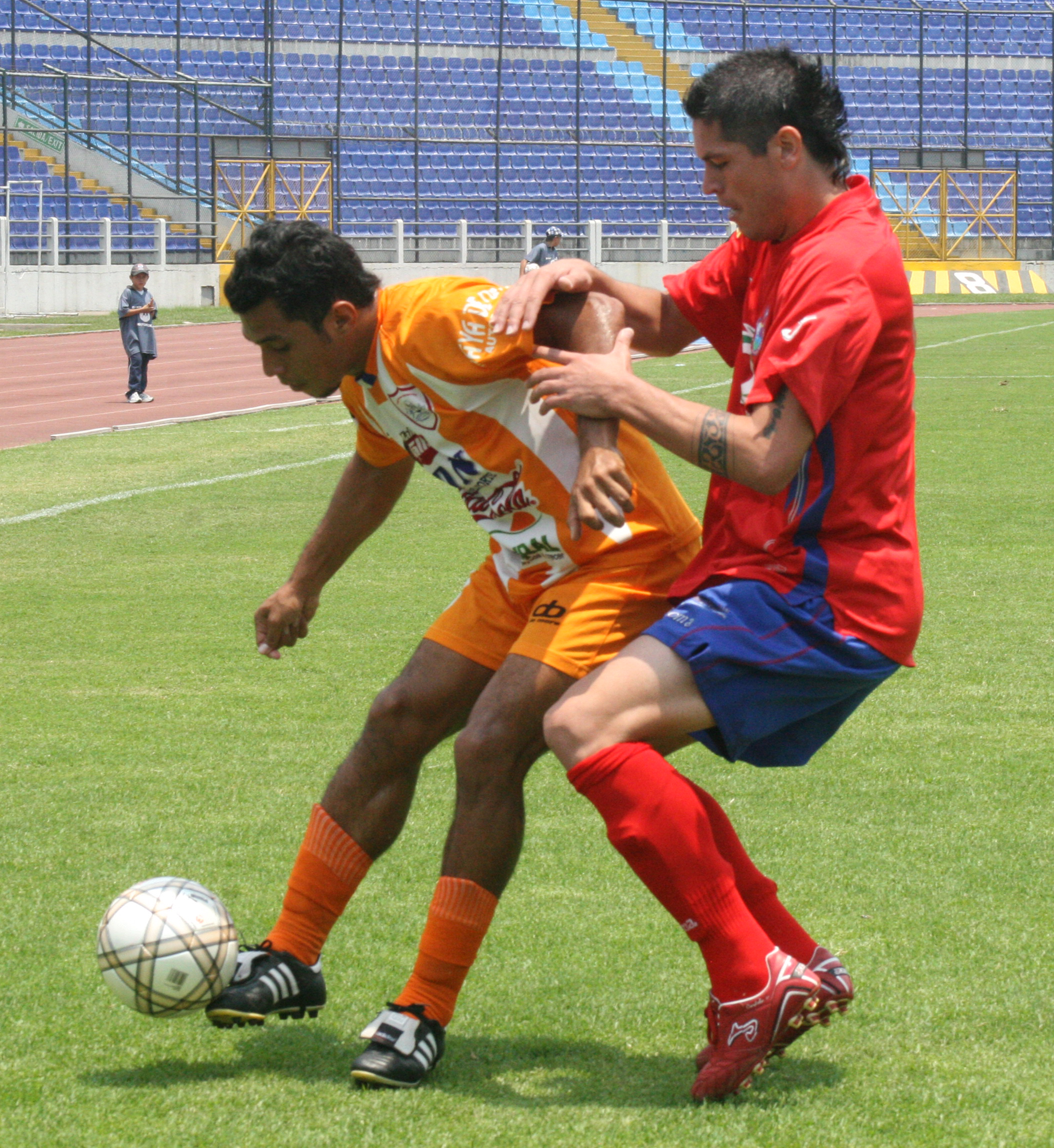
Paulo Centurión jugador de los Rojos del Club Social y Deportivo Municipal presiona a Mario Castellano del Club Deportivo Heredia en unas de las varias acciones entre ambos jugadores

Hasta que finalmente el domingo 26 de julio Paulo hace su debut oficial con la camiseta Roja, donde el conjunto Escarlata se enfrenta en condición de vista al Deportivo Xinabajul con un marcador en contra de 2 a 1, comienzo nada bueno para el equipo; pero no causaría trabas para las aspiraciones que el cuadro Rojo tenía, tal es el caso que logra el segundo puesto en la fase de clasificación adjudicando el pase a semifinal directa, con la que se tendría que enfrentar nuevamente al Deportivo Xinabajul, pero en esta instancia que resultados diferentes, la semifinal de ida el 10 de diciembre Municipal gana por 2 a 1 de visitante. Y en la semifinal de vuelta el 14 de diciembre el equipo Rojo vuelve a ganar con el mismo marcador de 2 a 1 pero esta vez de local. Pasando a la final enfrentando a su clásico rival del fútbol Chapín; al Club Social y Deportivo Comunicaciones.
La noche del miércoles 17 de diciembre, en el Estadio Cementos Progreso, sede donde los Cremas hacen de local; fue escenario para la final de Ida donde el conjunto del Club Social y Deportivo Municipal cae por 2 a 1 dejando abierto la llave del título para la Segunda final a disputarse en el Estadio Mateo Flores, el 21 del mismo mes se enfrentan en la finalísima de vuelta donde ambas escuadras empatan con marcador de 1 a 1; dejando con las manos vacías al equipo de Centurión que nuevamente le decía que no el título en el fútbol guatemalteco
Siguiente semestre; en el Torneo Clausura 2009, el Club Social y Deportivo Municipal arranca el torneo siempre con el objetivo de conseguir el título, lógico en las aspiraciones de un Club Grande,  hasta que el 19 de abril de 2009 anota un gol a Heredia Jaguares en disputa de la fecha 12 de dicho torneo, donde el equipo Rojo gana en condición de local por 2 a 1. El conjunto escarlata sale 2. º en la fase regular pasando a semifinales directa la cual lo pasa dejando en el camino al Deportivo Suchitepequez (en el juego de ida el 4 de junio cae Municipal por 2 a 0, y el 8 de julio los Rojos ganan por 3 a 0 de local). La final se jugaría contra el Deportivo Jalapa, en ambos compromisos el equipo Rojo cae en los marcadores; en la final de Ida en condición de visita el marcador 2 a 1, y en la final de vuelta; de local en el Estadio Mateo Flores por 1 a 0, dejando nuevamente con las manos vacías al Club Social y Deportivo Municipal. 
Tras no llegar a un acuerdo con el dueño de sus derechos deportivos (Club Guaraní de Paraguay) Centurión deja la institución escarlata en los cuales disputó el Torneo Apertura 2008, Concacaf Liga Campeones 2008-2009 y el Torneo Clausura 2009 en ambos torneos el equipo con Paulo jugando como titular indiscutible quedando subcampeón en ambos torneos.
Cabe mencionar una vez más que Paulo Centurión es uno de los poco jugadores extranjeros que ha jugado en los dos equipos grandes del fútbol de Guatemala y en haber disputado El Clásico Chapín con ambos equipos.

## Club Guaraní (Paraguay)

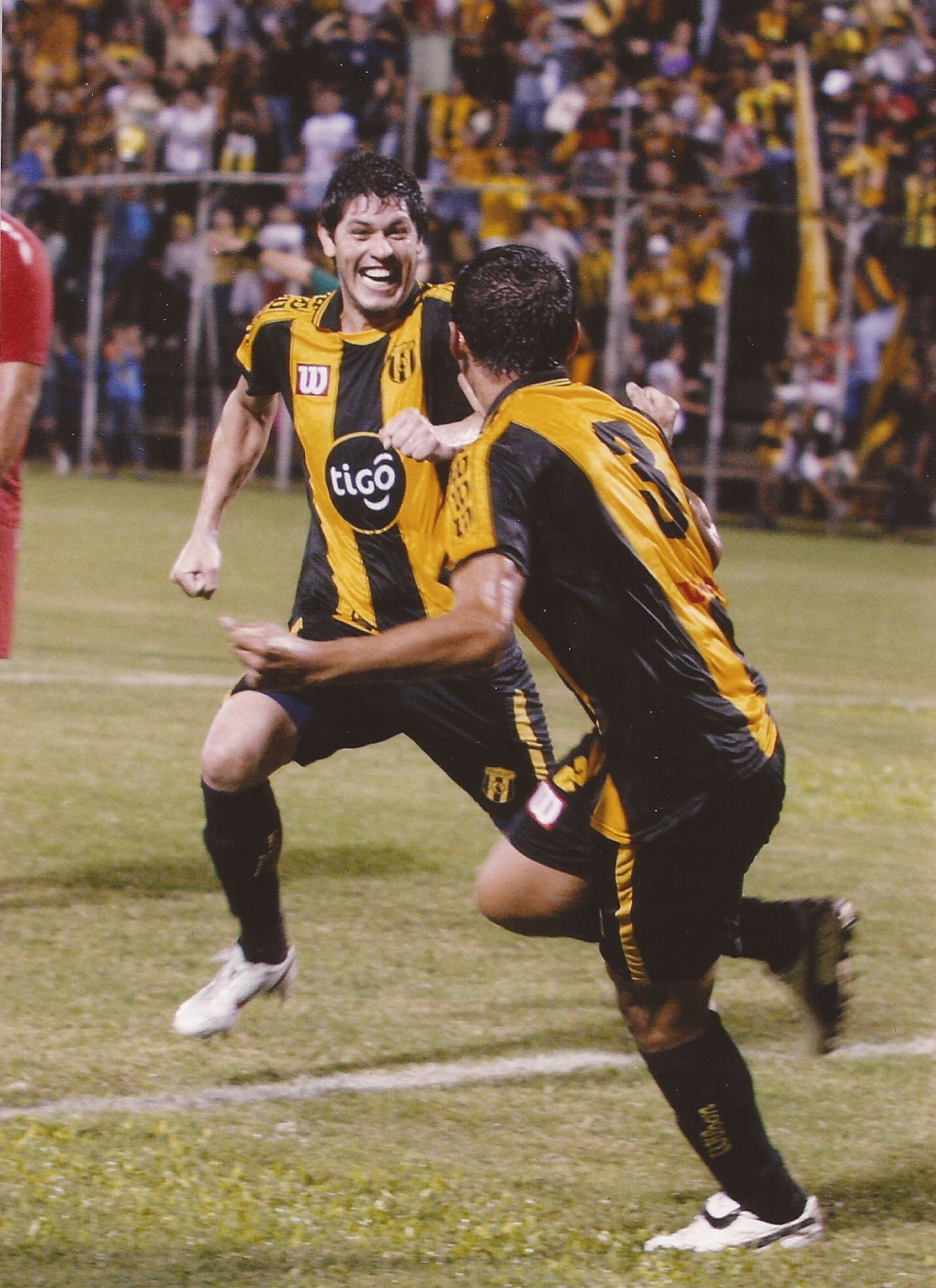
Paulo Centurión celebrando un gol de Guaraní con Elvis Marecos

En julio del 2009 Paulo regresa nuevamente al Club Guaraní su segunda casa en esta tercera etapa, ya con más roce internacional y más experiencia adquirida en el fútbol extranjero disputa el Torneo Clausura 2009 donde el Club Guaraní consigue la clasificación para la Copa Sudamericana 2010 que se jugaría en mencionado año.
En el Torneo Apertura 2010 finalmente tras varios logros fallidos en finales con equipos anteriores que ha militado (3 finales perdidas) el Club Guaraní se adjudica campeón de la Primera División de Paraguay, (primer título obtenido para Paulo) con lo que consiguen la clasificación directa a la Copa Libertadores 2011.
En ese mismo torneo el 17 de febrero de 2010 disputando la fecha 4 Paulo Centurión consigue su quinto gol como profesional y tercero con el Club Guaraní, el gol se lo anota al Tacuary.

## Club Atlético River Plate (Puerto Rico)

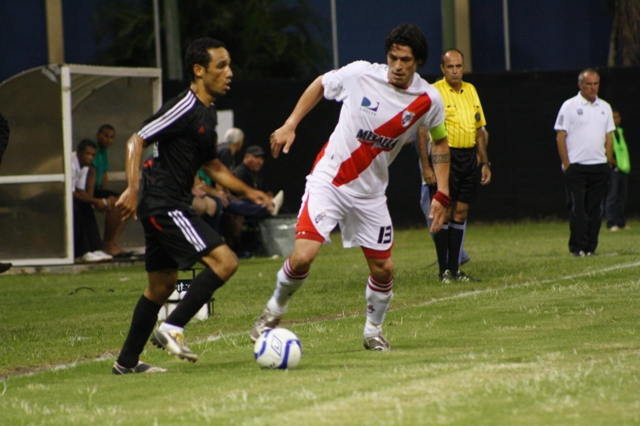
Paulo Centurión en el Club Atlético River Plate Puerto Rico donde es el capitán, durante un juego en noviembre de 2010.

En septiembre de 2010 el Club Atlético River Plate Puerto Rico anuncia en su página web la incorporación de Paulo, el recibe una invitación para jugar el torneo de la Temporada 2010 de la PRSL denominado Super Copa Direc TV 2010 de dicho país, donde se convierte en uno de los ejes del equipo y obtiene la capitanía del equipo, logrando el campeonato con el mencionado club.
Arrancan el campeonato de la mejor manera manteniéndose siempre en el primer puesto en su zona (Grupo A); que a consecuencia de ello clasifican entre los mejor 4 equipos del fútbol boricua, el Club Atlético River Plate Puerto Rico (Primero en su zona) se enfrenta al segundo de la otra zona (Grupo B) al Sevilla FC Puerto Rico; duelo a disputarse en partidos de ida y vuelta; por la mejor ubicación en sus respectivas zonas el conjunto de River cerraría la llave como local.
El primer encuentro se juega en campo del Sevilla; donde el River Plate gana por 1 a 0 tomando ventaja en la serie, el encuentro de vuelta se juega en el Estadio Juan Ramón Loubriel donde el Club Atlético River Plate Puerto Rico hace de local, encuentro peleado se disputaba ya que el Sevilla venía con toda las ganas de revertir el marcador en contra que lo mantenía hasta ese entonces descalificado de llave para disputar la final del fútbol de Puerto Rico, tanto era el afán de ganar que se encuentra con el 1 a 0; lo cual empataban la serie; hasta que al minuto 89 River lo empata dejándolo afuera, ya que en el global daba 2 a 1 a favor de los locales. La final se disputaría entre los equipos del Club Atlético River Plate Puerto Rico y el Puerto Rico Islanders. La final también sería con encuentros de ida y vuelta con la diferencia en que ambos partidos se desarrollarian en el Estadio Juan Ramón Loubriel ya que ambas escuadras hacen de local en dicho estadio. 
El primer encuentro se juega el 8 de diciembre (fecha en que Paulo está cumpliendo años) lo gana River por 1 a 0, esperando el de vuelta para saber como queda todo ya que es poca la ventaja para una final. El encuentro de vuelta se juega el domingo 12 del presente mes a las 18.00 hs., lo gana nuevamente el conjunto del Club Atlético River Plate Puerto Rico por 2 a 0; marcando la tendencia que prevaleció durante todo el torneo (River no ha perdido ningún partido en el torneo) la cual los hacía el justo merecedor del título de la Puerto Rico Soccer League.
En la actualidad Paulo Centurión ha sido contratado como jugador profesional para el mencionado club; ya que debido a su actuación dentro y fuera de la cancha ha sido de buen gusto para la directiva y gente del club en 2011 disputa el Campeonato de Clubes de la CFU 2011 que es la fase previa de grupos de la Concacaf Liga Campeones 2011-2012, además de disputar la Puerto Rico Soccer League 2011 y la USL Professional Division 2011.

## Club Atlético Sarmiento (Resistencia)

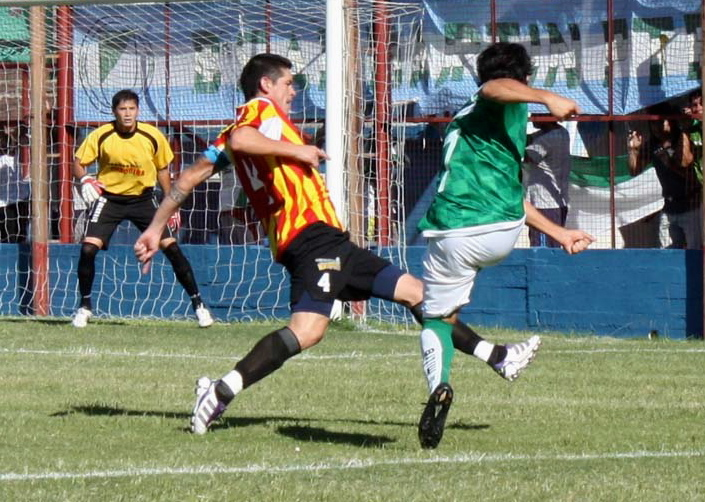
Paulo Centurión del Club Atlético Sarmiento (Resistencia) va al cierre ante el disparo del jugador algodonero del Club Social y Deportivo Textil Mandiyú, atrás muy atento Alejandro Saucedo (arquero del Decano Chaqueño)

El 2 de agosto de 2011 Centurión es contratado por el Club Atlético Sarmiento (Resistencia).
El club Chaqueño Sarmiento tenía 2 competencias por disputar,  el Torneo Argentino B  y la Copa Argentina (primera edición, formato realizado por la AFA (Asociación del Fútbol Argentino)  ambos de la temporada 2011/2012.

### Copa Argentina

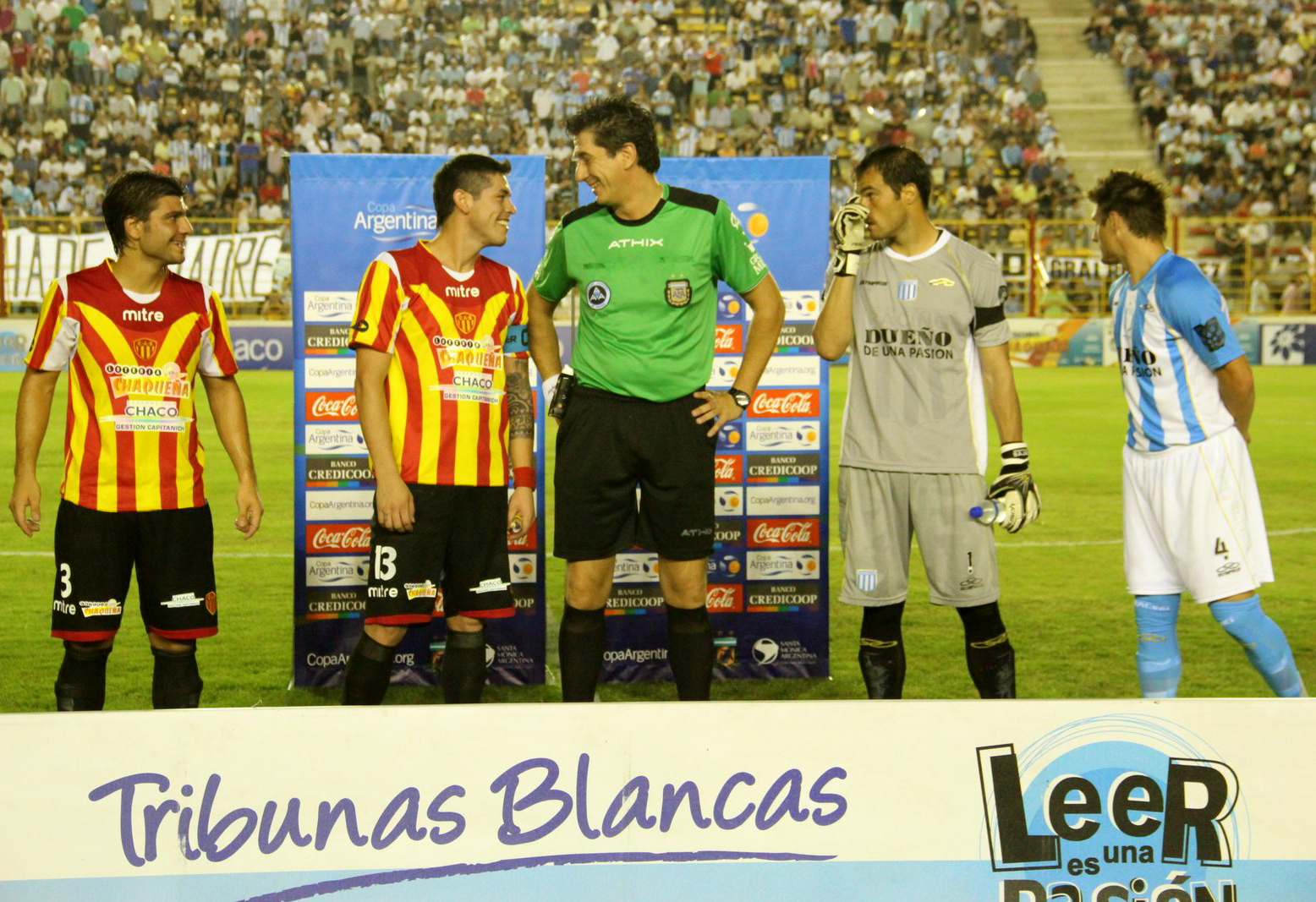
Paulo Centurión dialogando entre risas con el árbitro central Carlos Maglio, mientras ambos equipos posan en el duelo entre el Club Atlético Sarmiento de Resistencia (Chaco) y el Racing Club de Avellaneda.

Paulo hace su debut en el Club Atlético Sarmiento (Resistencia) el 6 de septiembre del 2011 por la Copa Argentina enfrentando al Club Sportivo General San Martín de Formosa
 obteniendo la victoria 4 a 2 por la vía de los penales (en los 90 minutos reglamentarios marcador 0 a 0) Centurión ha avanzado junto a su equipo después de vencer en cada fase de duelos directos a equipos de igual y mayor categoría y se metió entre los 32 mejores del país al vencer a Club Atlético Gimnasia y Esgrima de Jujuy por 1-0. Posteriormente enfrenta al Arsenal de Sarandi equipo de Primera División de Argentina con un marcador a favor para el equipo de Paulo Centurión de 2 a 1. pasando a la siguiente fase de dicha Copa Argentina para enfrentar al Racing Club de Avellaneda en los octavos de final ya entre los 16 mejores equipos de la Argentina; marcador que quedaría a favor del Racing Club de Avellaneda por 2 a 0 y quedando afuera el equipo de Sarmiento, con una meritoria participación en la primera edición de unos de los torneos más importantes del fútbol argentino llamado la Copa Argentina.
En la siguiente edición (2012/2013) juega su primer partido en fase de eliminación directa contra su clásico rival de la provincia, al Club Atlético Chaco For Ever donde el equipo Decano (Sarmiento) gana en tanda de penales por 4 a 3 (en los 90 minutos de juego el marcador fue de 0 a 0), pasando a la siguiente fase para enfrentar al Club Deportivo Jorge Gibson Brown, el resultado fue en contra por 2 a 0, quedando eliminado el equipo Sarmientista y no logra ni lograr la mitad de recorrido al cual habían logrado en la edición anterior (difícil superar esa marca, más para un equipo del interior donde el nivel de competencia es muy fuerte en el fútbol argentino)

### Argentino B Temporadas: 2011/2012 - 2012/2013

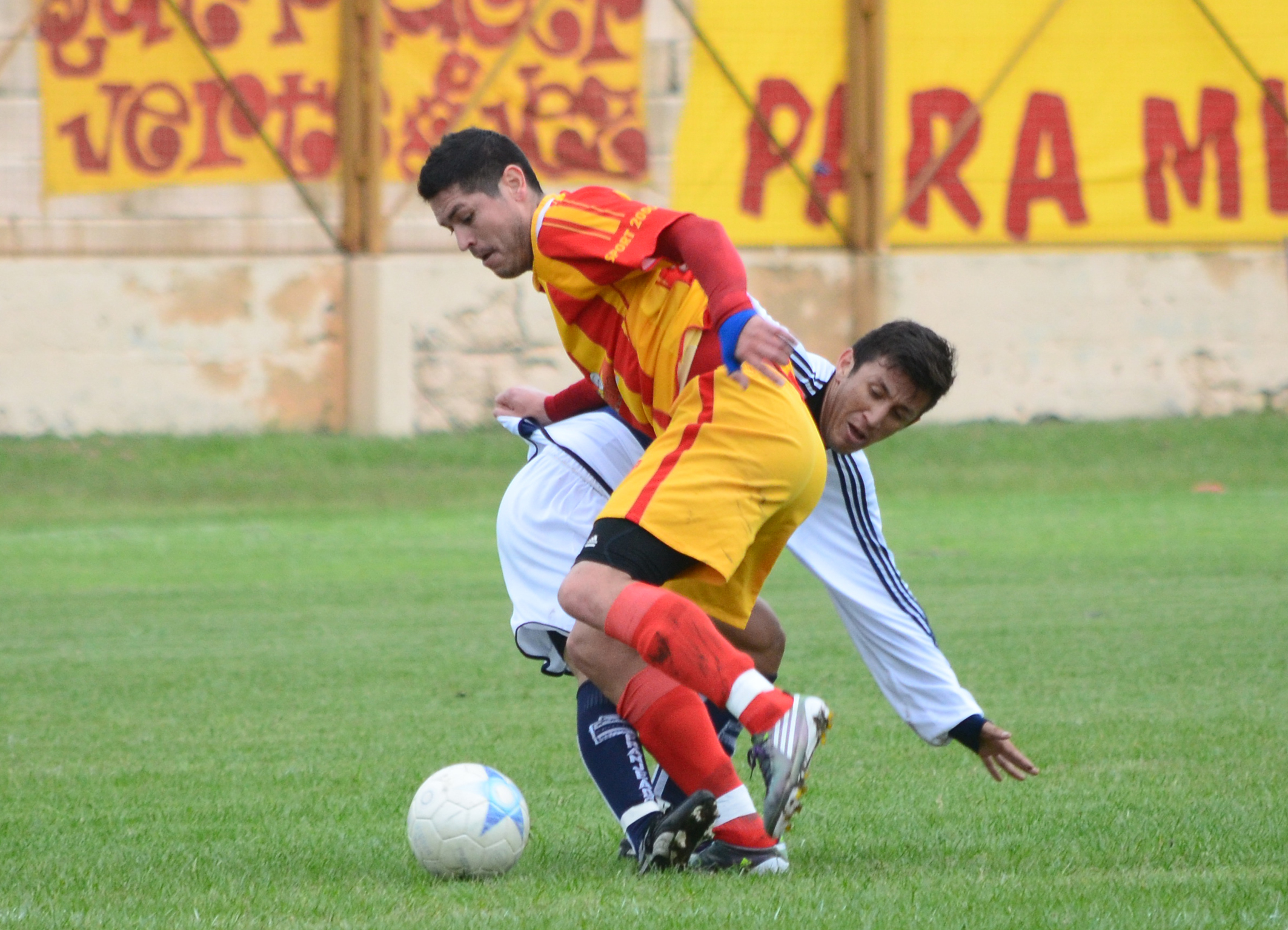
Paulo Centurión Club Atlético Sarmiento de Resistencia eludiendo a Gustavo Corti Club Sportivo General San Martín de Formosa, en un compromiso válido por el Torneo Argentino B edición 2012/3013

En esta edición el grupo 6 de esta zona está compuesta por los equipos: Club Sportivo Patria (Formosa), Club Sportivo General San Martín (Formosa), Club Atlético Chaco For Ever (Resistencia - Chaco), Club Atlético Sarmiento (Resistencia) (Resistencia - Chaco), Club Social y Deportivo Textil Mandiyú (Corrientes), Club Deportivo Guaraní Antonio Franco (Misiones - Posadas), Jorge Gibson Brown (Misiones - Posadas). El 11 de septiembre de 2011 por el torneo Argentino Torneo Argentino B debuta oficialmente enfrentando a Club Deportivo Guaraní Antonio Franco con un resultado adverso de 1 a 0, con un grupo peleado y apretado en la tabla de posiciones no logra clasificar para la siguiente fase.
Luego de cumplir la primera temporada en el club decano de la provincia Chaqueña, Centurión es contratado nuevamente por un año más para participar dichos torneos: Argentino B 2012 / 2013 y Copa Argentina.
Para encargar los torneos respectivos, y priorizar el ascenso el club hace los trabajos de pretemporada y series de amistosos previo al arranque del torneo, para ello disputa un encuentro frente a Club Atlético San Lorenzo de Almagro en el Estadio Centenario (Resistencia) donde el conjunto de Boedo le gana por la mínima diferencia de 1 a 0 a Sarmiento. A diferencia del torneo anterior Sarmiento sale Primero en la tabla de posiciones. En la siguiente fase de grupos Sarmiento no logra clasificar y se queda en medio camino.
El último partido de Paulo en Sarmiento fue contra el Club Sportivo General San Martín (Formosa) en la ciudad formoseña con un resultado adverso de 1 a 0.
Tras no haber acuerdo, Centurión decide dejar el club para volver a su ciudad natal y seguir jugando la misma categoría, priorizando la familia.

## Club Sol de América (Formosa)

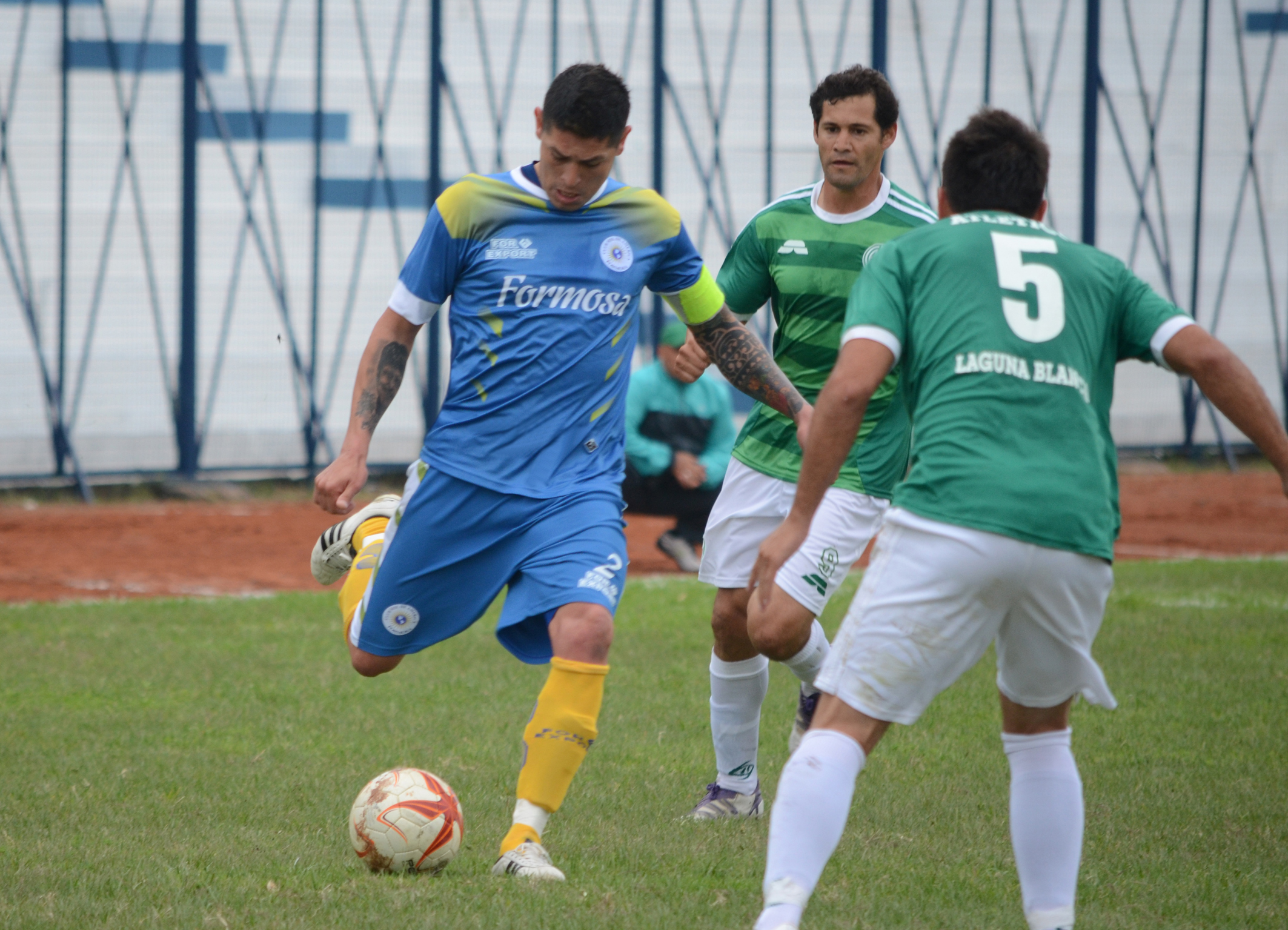
Paulo Centurión del Club Sol de América (Formosa) controlando el balón ante las miradas de Mario Filippini y Gustavo Arce; ambos del Atlético Laguna Blanca

Luego de 11 años, Paulo vuelve a su provincia natal, nada más al Club que lo vio debutar como jugador de fútbol (liga amateur), en el Club Sol de América (Formosa) para afrontar el Torneo Argentino B de la temporada 2013 / 2014.
Hace su segundo debut con el Club Sol de América (Formosa) el 22 de septiembre de 2013 en la ciudad de Posadas capital de la provincia de Misiones, frente al Club Ex - Alumnos 185 de la mencionada ciudad.
Sol de América mantenía una buena actuación en el mencionado torneo que a ese ritmo lo iba clasificando para la segunda fase clasificatorio sin haber terminado la primera fase. Hasta que a fines de año Centurión deja al club para seguir su carrera como jugador en el fútbol guatemalteco, país que a Centurión lo ha sentado bien consiguiendo cosas importantes, último partido de Paulo con el Club Sol de América (Formosa) fue contra el Club Fontana de Resistencia, de la provincia del chaco con un marcador de 3 a 0; victoria de Sol de América.

## Antigua GFC (Guatemala)

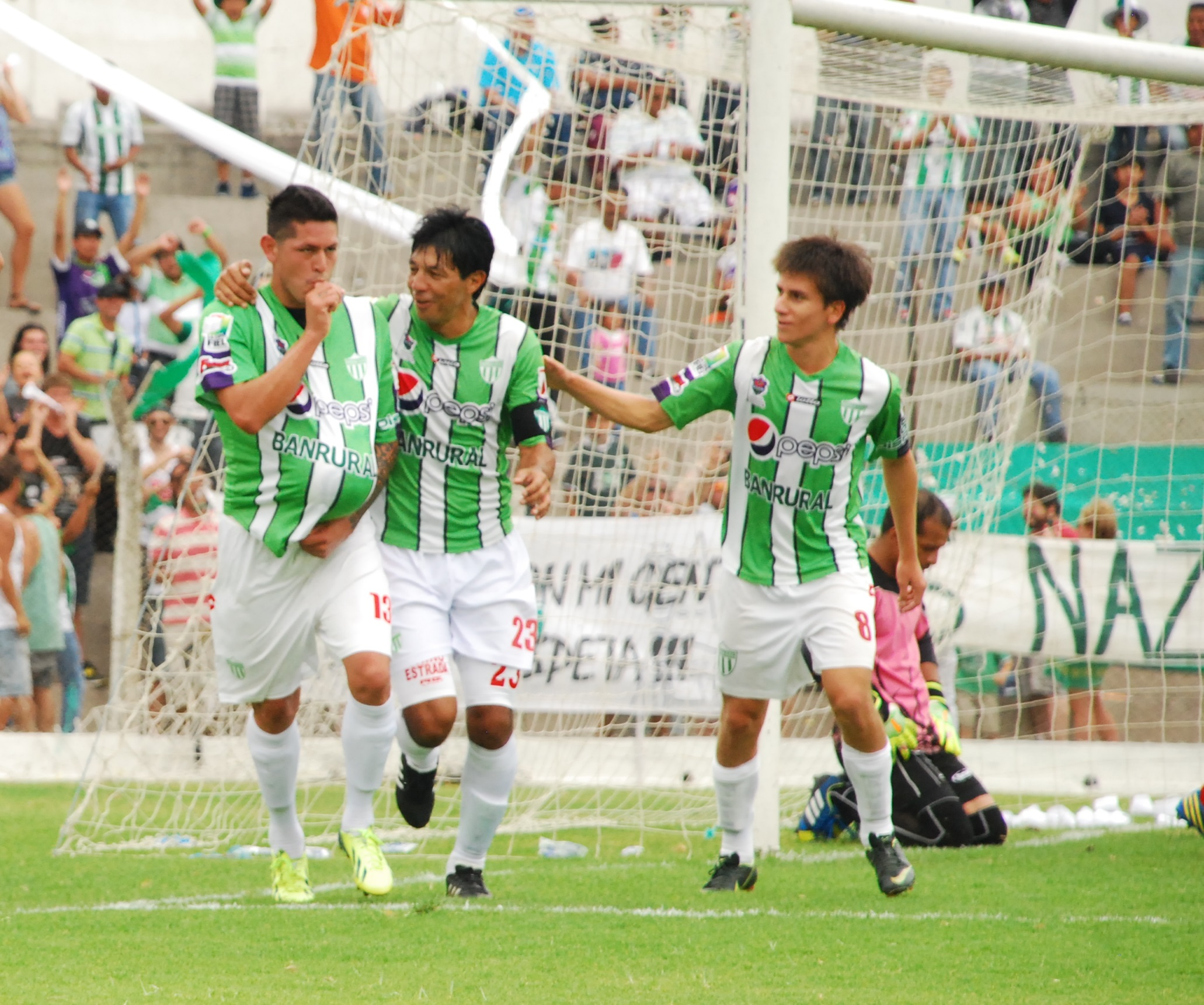
Paulo Centurión festejando su gol, lo acompañan Jorge "el chino" Estrada (23) y José Carlos Castillo (8), en fondo lo sufre Jorge "el papin" Estrada (arquero)

Centurión nuevamente regresa al fútbol guatemalteco después de 4 años y medio, al club Antigua GFC, nuevo desafío para Paulo llegando a principio de este año (2014), el debut lo hace el 26 de enero de mencionado año frente al Club Coban Imperial por la segunda fecha con un marcador de 0 a 0.
Hasta que en la 7.ª Fecha; el 23 de febrero consigue su primer gol con la camiseta de la Antigua GFC enfrentando a Deportivo Sacachispas, con un marcador abultado de 6 a 1 a favor del cuadro Antigueño, Centurión había anotado el 2 a 0 resultado parcial hasta en ese momento. El equipo Antigueño había conseguido una hermosa victoria; desplegando buen juego. Tras haber participado por 6 meses y haber hecho un buen trabajo Centurión se desvincula del Club Antigueño esperando nuevas opciones futuras, último juego oficial fue en la fecha 18 contra Club Social y Deportivo Carchá el 4 de mayo de 2014 a las 11.00 h como visitante con un marcador en contra de 3 a 1.

## Deportivo Coatepeque (Guatemala)

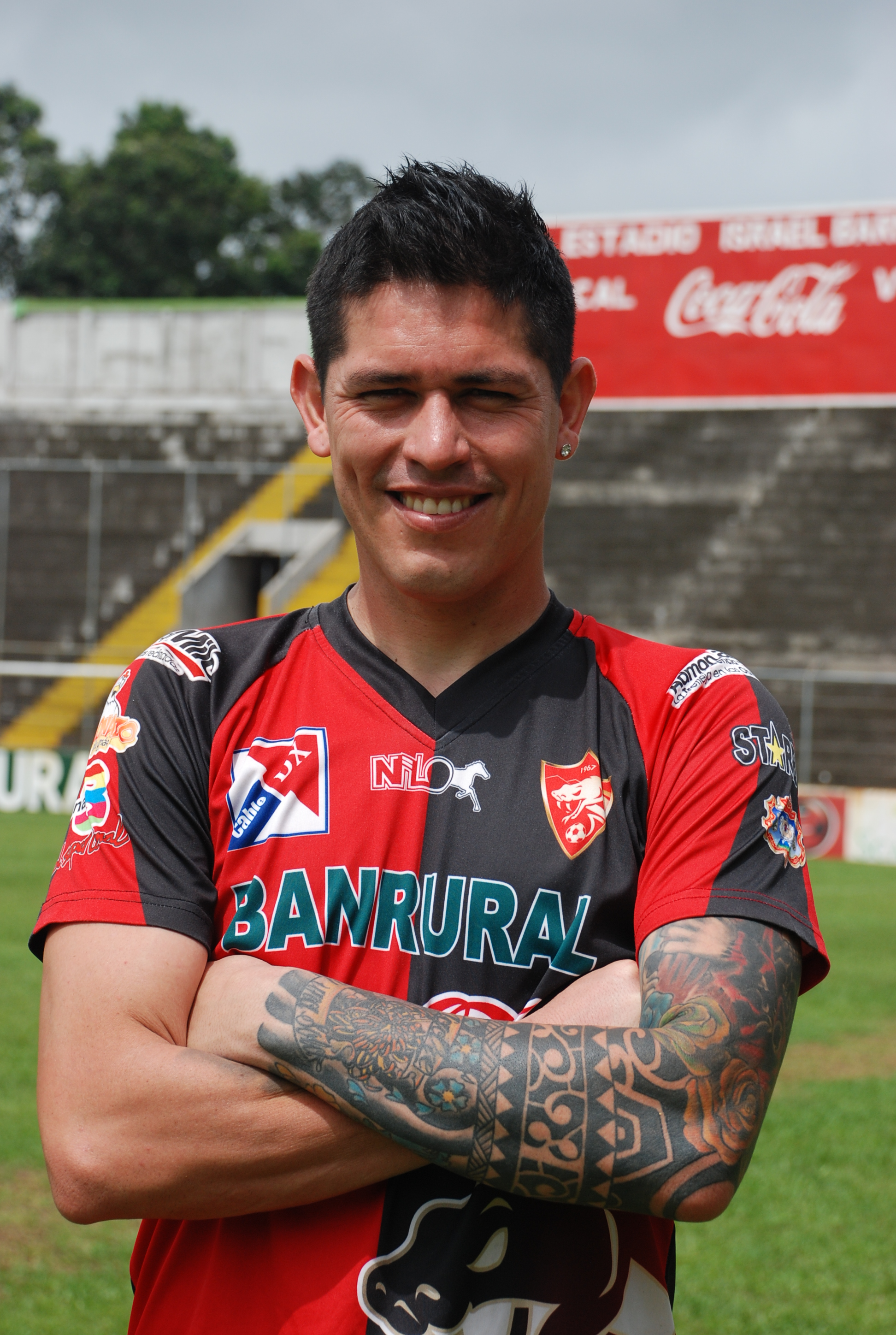
Paulo Centurion en su presentación con el Club Social y Deportivo Coatepeque

Paulo Centurión después de haber tenido una buena participación en su anterior club, surgen varias opciones; hasta que recibe la opción en concreto del Deportivo Coatepeque donde se sientan a negociar (la primera condición es que llega al Club pero al finalizar el Torneo Apertura se re negocia para el Torneo Clausura, teniendo el Deportivo Coatepeque la prioridad); se cierra la negociación logrando volver a la Liga Mayor del fútbol guatemalteco después de 5 años.
Es de mencionar que el equipo estaba muy comprometido con el tema del promedio donde se estaba perfilando al descenso que en esas instancias el equipo se mantenía en el último puesto en la tabla de posición. Más allá de eso a Centurión siempre le gustaron los desafíos y acepta a sumarse con sus demás compañeros a intentar revertir dicha situación.
Debuta contra el club que lo dio a conocer en el balón pie chapín (en el fútbol guatemalteco); nada más y nada menos que contra el Comunicaciones Fútbol Club el 18 de mayo de 2014 con un marcador adverso por la mínima de 1 a 0, pero con una buena labor en cuanto al rendimiento personal.
Centurión de a poco agarraba el nivel al cual se lo conoció siempre (estuvo inactivo por cuestiones familiares desde junio hasta la fecha del debut) en la cual se lo consideraba jugador clave dentro y fuera de la cancha; por ende en varias ocasiones portando el gafete de capitán a pesar de que se incorporó a mediados del Torneo Apertura. Al Concluir ese Torneo; Paulo recibe varias ofertas en el medio guatemalteco; pero el daba prioridad a Coatepeque ya que estaba comprometido con la situación y no sentía el abandonar el barco a mitad de camino llegando al acuerdo para continuar en el equipo. Se ponía cada vez más difícil porque no se daban los resultados ya que por más que ganaban los demás no daban ventajas; hasta que no se logra mantener la categoría descendiendo con el equipo (una de las cosas más feas obtenidas en el fútbol).
El último partido de Centurión en el Deportivo Coatepeque fue contra Comunicaciones FC en condición de visitante con un marcador en contra de 4 a 0. (ya era inevitable que sumado a los resultados que no se daban; ni se dieron, la problemática institucional que padecía afectaba en un gran porcentaje)

## Universidad SC (Guatemala)

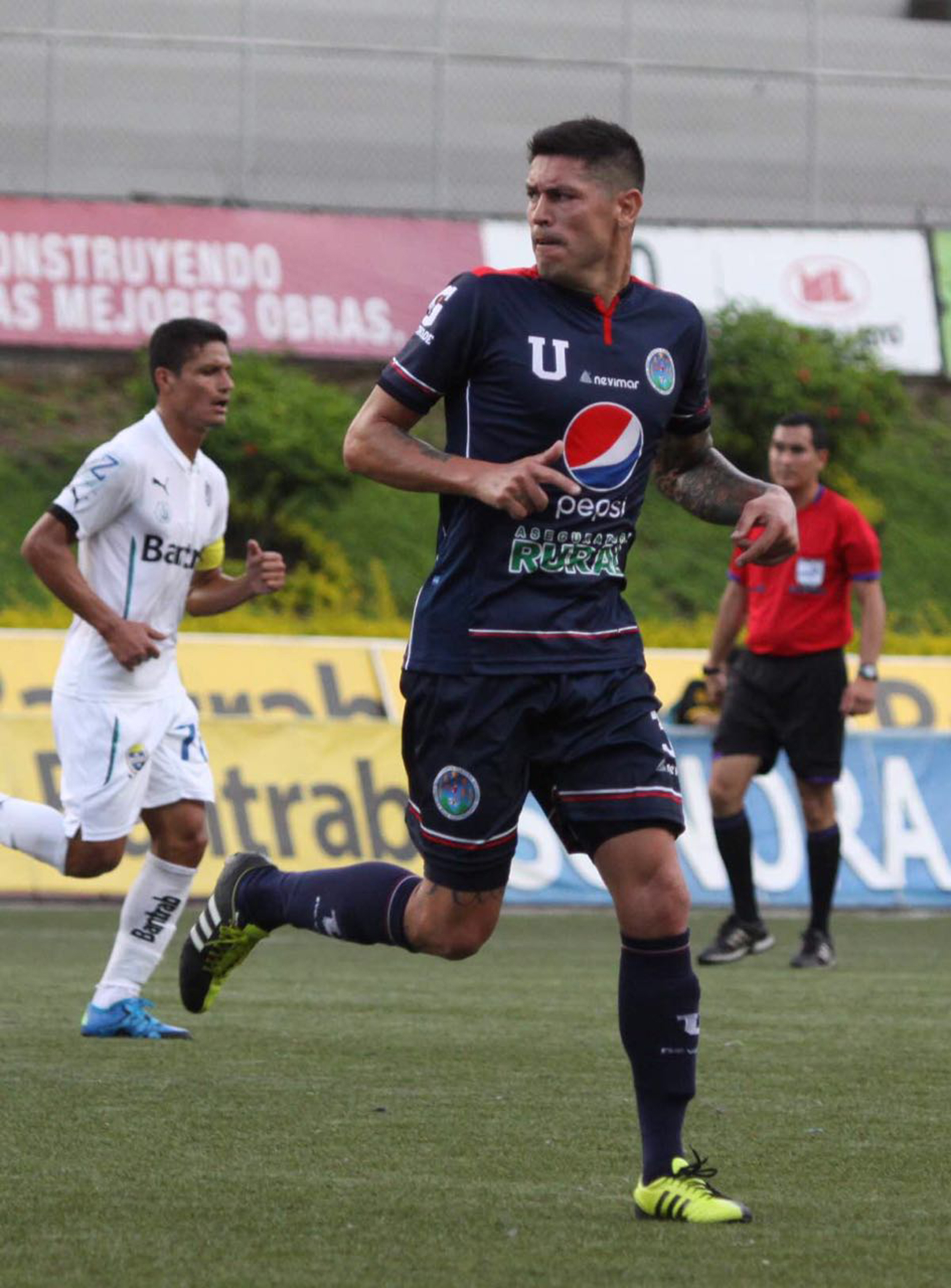
Paulo Centurión de la Universidad SC en el encuentro disputado contra el Comunicaciones FC

Luego de un semestre para el olvido hablando en términos futbolísticos, y también el dejado pasar ofertas concretas de equipos de liga mayor por decisiones personales, y ya arrancado el torneo 2015/2016 del fútbol guatemalteco, Paulo recibe la propuesta de un equipo prestigioso donde luego de varias conversaciones llegan al acuerdo donde firman el contrato el 6 de octubre (con una cláusula en la cual al término del Apertura se reunirían para renegociar la continuidad para el Clausura); vinculándose a la Universidad SC llegando a su quinto club en el fútbol Chapín. 4 días después hace su debut oficialmente en el juego en que la Universidad SC enfrentaba en condición de visitante a Cobán Imperial; ingresando en el arranque del segundo tiempo quedando el marcador final de 2 a 2. Paulo tuvo un buen rendimiento en esos 45 minutos de juego. Semana después la Universidad se traslada hasta el departamento del Quetzaltenango donde enfrenta de visitante al Xelajú Mario Camposeco, Paulo esta vez es de la partida en su equipo (debut como titular el 17 de octubre) donde pierden el partido con un marcador de 1 a 0. 
El torneo seguía en curso y ya Centurión se ganaba un lugar importante en el plantel como titular en plantel principal; hasta que llega la finalización del torneo clasificatorio, el equipo no se adjudica esa posición que lo sitiaría en la pelea por el título. Es de mencionar que el equipo se encontraba en la última posición, lo positivo que la  Universidad SC ya no estaba en esa posición incómoda. 
El último partido oficial de Centurión fue contra su exequipo Antigua GFC en la última fecha con un marcador en contra de 1 a 0, (último partido; producto que al reunirse no hubo acuerdo para la continuidad del siguiente torneo, quedando una buena relación entre ambas partes).

## Deportivo Escuintla Heredia (Guatemala)

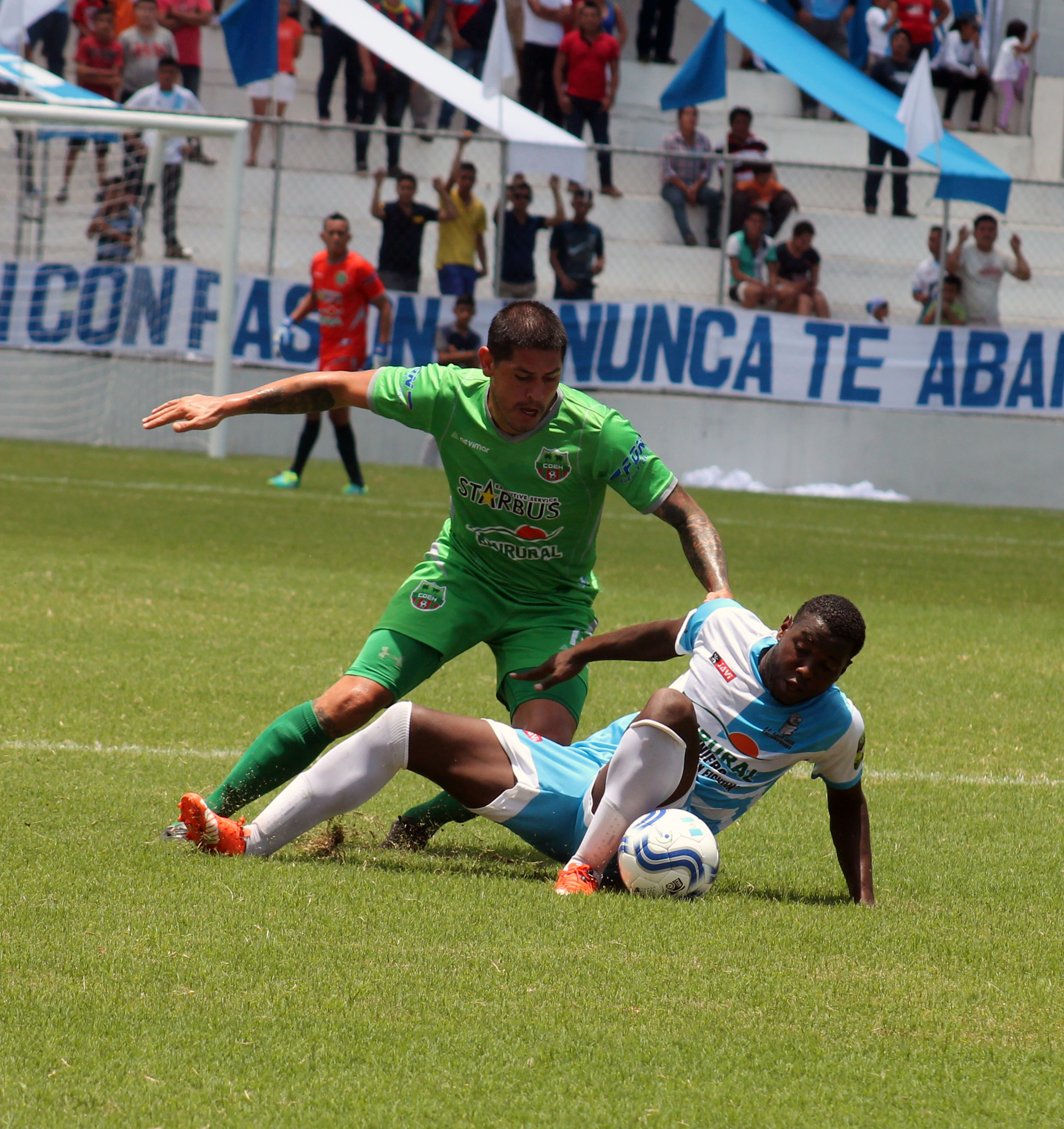
Paulo Centurión en plena acción en un enfrentamiento contra Santa Lucía Cotzumalguapa FC

Ya con el torneo en desarrollo, Centurión recibe una llamada y oferta del Deportivo Escuintla Heredia; esta vez en la segunda categoría del fútbol Chapín Primera División de Guatemala; segunda ocasión que Centurión jugaría en dicha categoría, antes Antigua GFC. Lo que más sedujo a Centurión aparte del equipo que es serio (como objetivo claro tienen el ascenso), como DT. se encuentra el mismo que lo trajo al fútbol guatemalteco hace exactamente 10 años atrás al Club Social y Deportivo Comunicaciones y más que una relación de Técnico a Jugador hay una amistad de por medio que hizo que diera el sí sin pensar en lo económico llegando a acordar sin dudarlo. 

### Torneo Clausura 2016

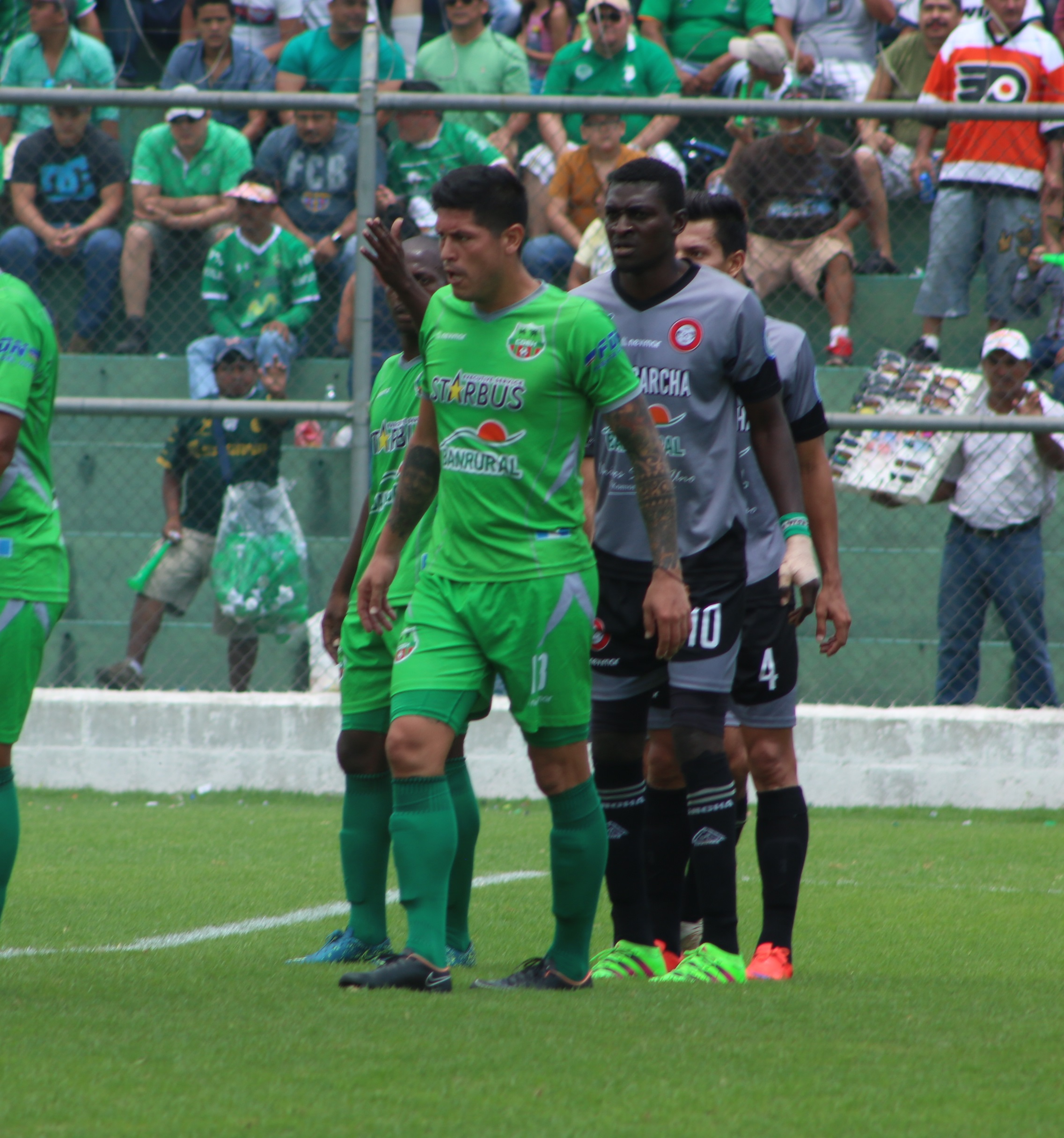
Paulo Centurión en una de las jugadas en la finalísima entre el Club Deportivo Escuintla Heredia y el Club Social y Deportivo Carchá

Debuta ante el Club Social y Deportivo Nueva Concepción con el marcador a favor de 1 a 0. y en su segundo partido enfrentando al Deportivo Chiantla con un marcador de 3 a 0, Centurión convierte el 2. º gol que lo daba la ventaja hasta ese entonces del partido. En la penúltima fecha de la fase de clasificación; enfrentan al Santa Lucía Cotzumalguapa FC donde ganan por el marcador de 1 a 0 con gol de Centurión al minuto 58, segundo tanto desde su llegada al equipo.
El campeonato seguía en curso; y el conjunto escuintleto trataba de obtener la clasificación en la pelea del título (ya se había adjudicado campeón del torneo apertura) de no lograrlo tendría 2 oportunidades de ascenso: la primera es jugando una finalísima entre campeones del apertura y clausura; y la segunda en un duelo de repechaje con él ante último posicionado en la tabla de acumulado de la Liga Mayor. Lastimosamente no logra clasificar; lo que resta es esperar al nuevo campeón (torneo clausura) para disputar la finalísima por el ascenso; el rival Club Social y Deportivo Carchá (Campeón del torneo Clausura). El juego se realiza en campo neutral; el Estadio Pensativo  sede donde Antigua GFC hace de local sería el reducto de juego, el 22 de mayo a las 11 a. m. se disputa el encuentro donde el conjunto escuintleco empata 2 a 2 en los 90 minutos más 30 de alargue por lo que la final se define en tanda de penales; la suerte no acompaña al conjunto verde por lo que pierden por 5 a 4. Por lo que le quedaría pelear la segunda oportunidad de ascender enfrentando al Deportivo Malacateco; conjunto que salió ante último en el acumulado de la Liga Mayor. El repechaje se daría en 2 juegos (ida y vuelta), sábado 28 de mayo en la noche de la ciudad de Escuintla se realiza el primer partido donde el equipo local cae por 2 a 1, dejando abierta la serie a sin definirse por el momento; ya que el conjunto verde puede revertir el marcador pero esta vez en condición de visitante. El segundo encuentro (partido de vuelta) se produce en el Estadio Santa Lucía; recinto donde el Deportivo Malacateco hace de local, domingo 5 de junio a las 12.00 hs del mediodía se pacta el horario del compromiso donde los locales ganan el encuentro por 4 a 2; manteniéndose en Liga Mayor Malacateco, y donde los escuintlecos no logran concretar el tan ansiado ascenso a la máxima categoría del fútbol guatemalteco.

### Torneo Apertura - Clausura 2016/2017

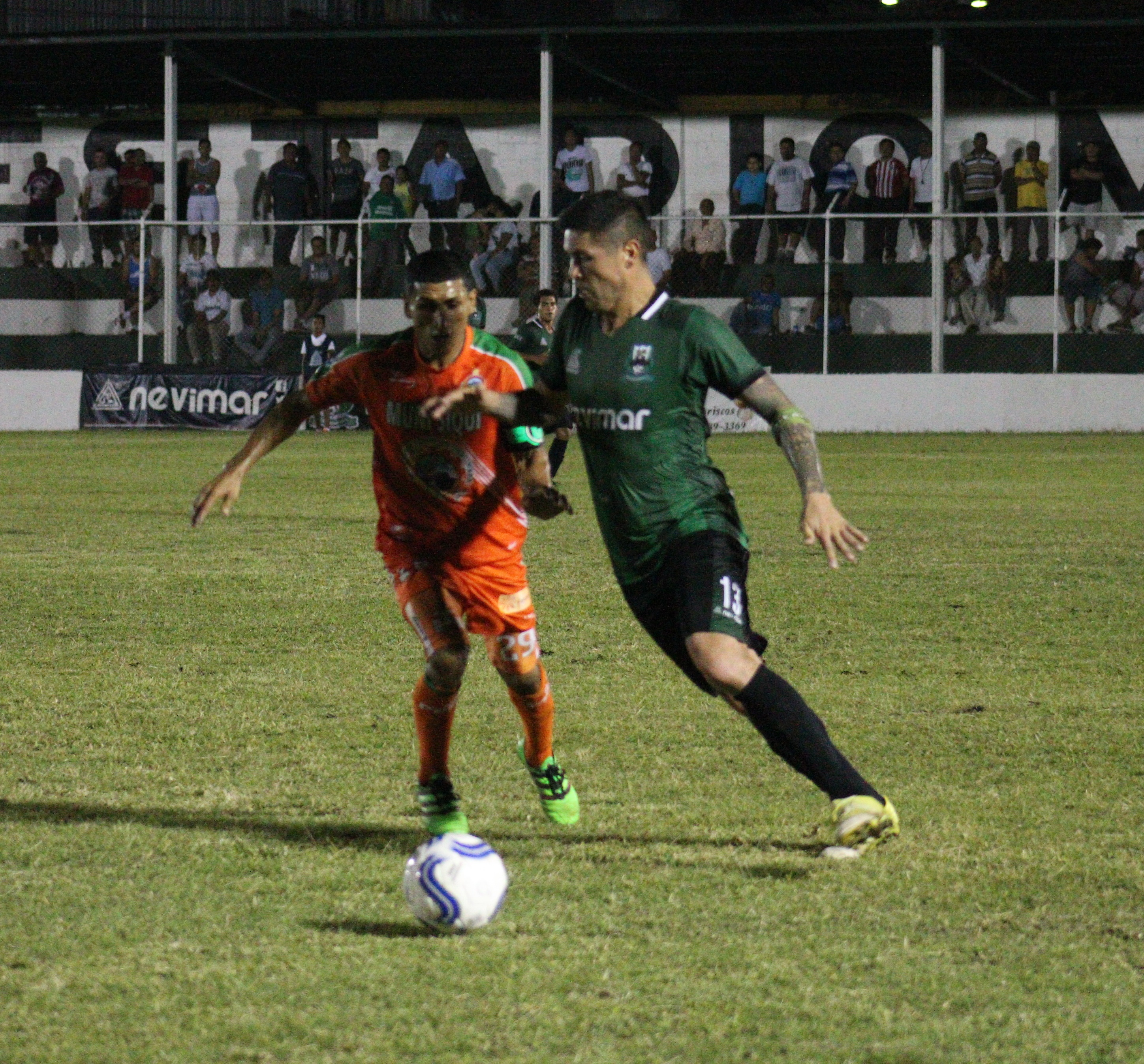
Paulo Centurión cuidando el balón, en el juego disputado frente al Deportivo Siquinala.

Tras la conclusión del Apertura y Clausura de la Temporada 2015/2016. Paulo Centurión llega al acuerdo con la junta directiva del Club para jugar 1 año más la Temporada 2016/2017. Arranca el Apertura con una victoria de 1 a 0 en condición de visitante ante Santa Lucía Cotzumalguapa FC, buen inicio para las pretensiones de clasificar para entrar a la disputa de la fase por la pelea del título y así tener una llave para el ascenso a la cual se les había escapado quedando así la espina clavada por no haberlo conseguido. Finalizan la fase regular logrando la clasificación adjudicándose la llave de cuartos de finales, el rival de turno sería Deportivo Mixco en juegos de ida y vuelta. El primer encuentro se jugaría en el Estadio Armando Barillas (Escuintla) el 17 de noviembre del 2016; a las 18.00 h con una victoria del conjunto escuintleco por 1 a 0. Todo se definiría en el partido de vuelta en el Estadio Cementos Progreso; resinto donde el cuadro de Mixco hace de local, el encuentro se disputa el 20 de noviembre a la 12,00 h con un marcador de 1 a 0 a favor de los locales igualando la serie, en los tiempos extras ambos equipos dieron todo pero no lograron hacerse diferencia la cual todo se definiría en las tandas de penales. Lamentablemente el conjunto Escuintleco pierde por esa vía por un 5-4 en contra; quedando eliminado y nuevamente con las manos vacías.
En el Clausura Centurión junto a sus demás compañeros arrancan un nuevo torneo con la mentalidad puesta en conseguir el primer objetivo que es la de clasificar para así meterse en las llaves para pelear por el título y posteriormente lograr el tan ansiado ascenso del cual se les había escapado de las manos el año anterior. El primer encuentro lo hacen en condición de visitante frente al Deportivo Iztapa consiguiendo la victoria, buen inicio para el conjunto Escuintleto, pero más delante, el camino se pondría complicado, tal es el caso que no se logra clasificar quedándose en el camino todos los sueños y objetivos al cual se habían trazados, una vez más con las manos vacías. Como el Fútbol tiene esas cosas, del que no se sabe que te espera a la vuelta de la esquina, Paulo Centurión se iría despidiendo del club dejando una buena imagen, y el reconocimiento y respeto por parte de la gente que supo apreciar y ver el esfuerzo realizado en cada encuentro disputado vistiendo los colores verdes.

## Comunicaciones FC (Guatemala)

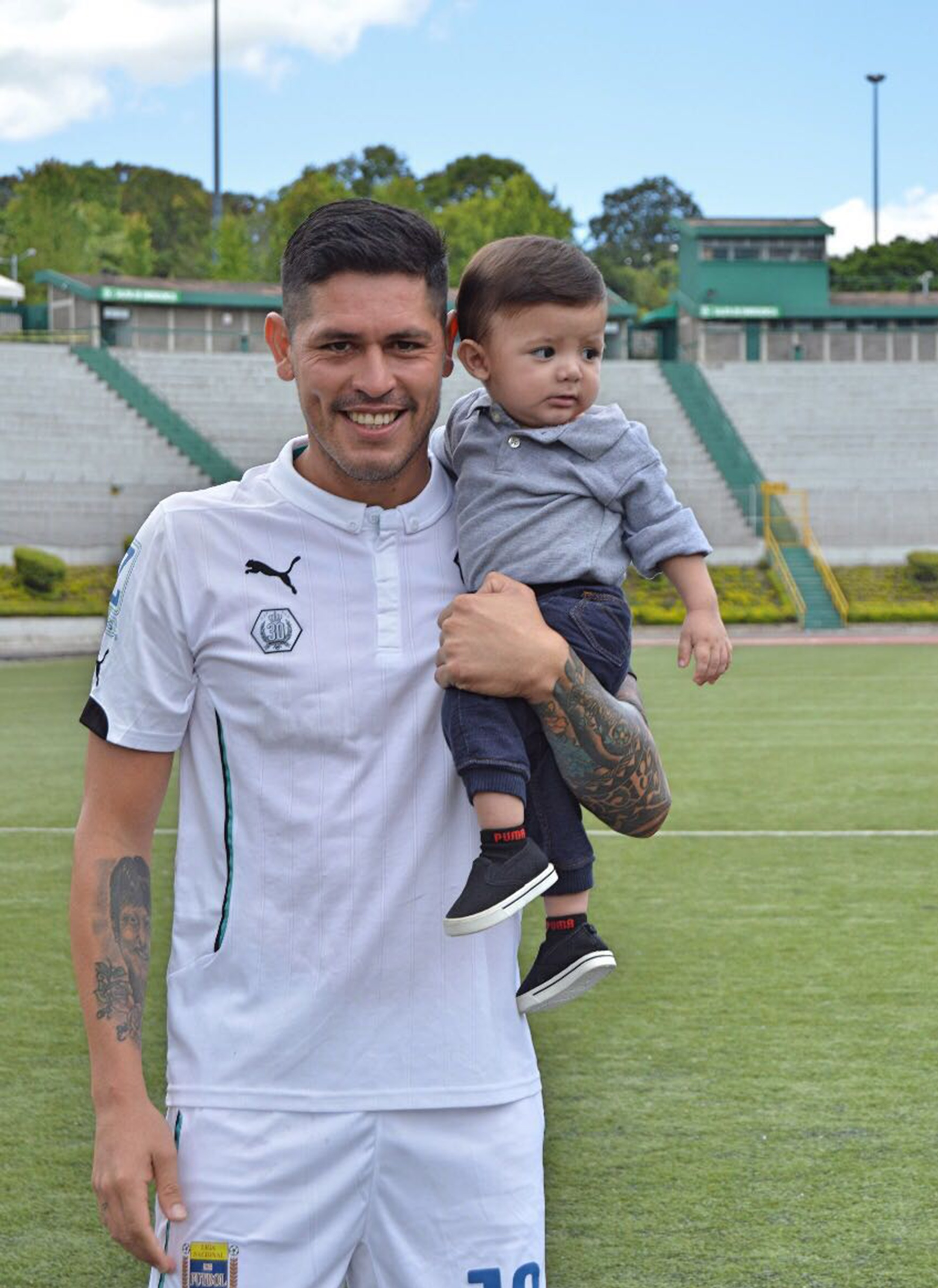
Paulo Centurión en Comunicaciones FC

Luego de 11 años Paulo Centurión regresa al club que tantas cosas le brindó; y por ende ha sido el equipo que dio a conocer futbolísticamente (que hasta la actualidad lo recuerdan en ese Comunicaciones de la Temporada 2006/07) de las cuales ha sido el punto de partida para que lo cobijaran y abrieran más puertas que hizo que Paulo tuviera un amplio recorrido en el Fútbol Guatemalteco. Su vinculación sería por una temporada.

### Torneo Apertura - Clausura 2017/2018

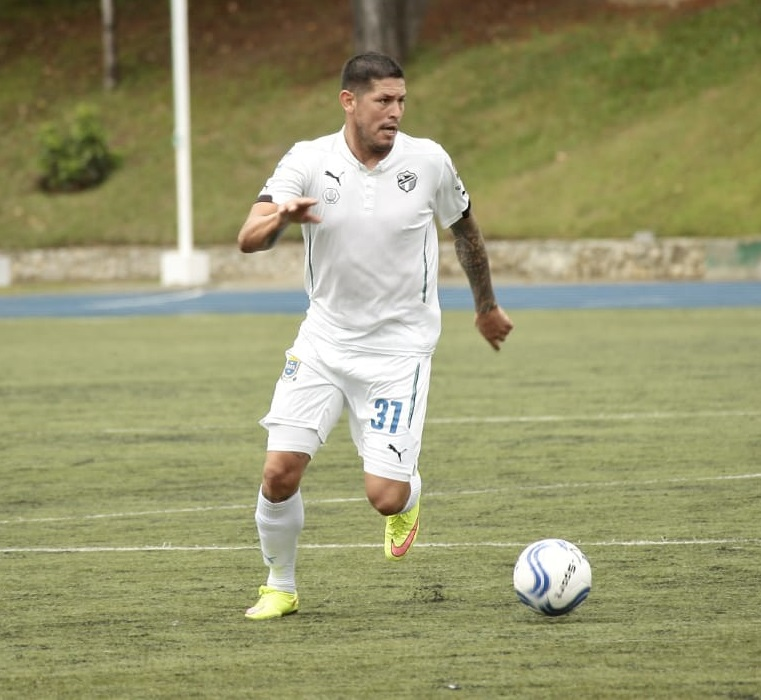
Paulo Centurión en Cremas B

Inician el torneo en condición de local debutando contra la  Universidad SC con un marcador adverso de 1 a 0, mal inicio, en realidad todo el torneo Apertura se desarrolló difícil para Paulo y compañeros ya que la mala fortuna rondada en el equipo, porque el accionar del equipo era bueno pero no lograban concretar los resultados; y se dice en el fútbol que no importa jugar bien y perder; eso le sucedía tal es el caso que ese torneo se adjudicaron la última posición en la tabla. Se complicaba la permanencia en la categoría; y para el Torneo Clausura tenían que revertir la situación adjudicándose el primer puesto para asegurar la categoría. Aunque muchos no daban al equipo, el grupo de jugadores y cuerpo técnico logran encaminarse en el respectivo Torneo Clausura donde lograron mantenerse el primer puesto, asegurando la categoría y logrando la clasificación por la pelea del ascenso a falta de 1 fecha.
Ya en instancias finales rival de turno Santa Lucía Cotzumalguapa FC encuentro de ida en condición de visitante; resultado en contra por 3 a 1, todo se definirá en el encuentro de vuelta a disputarse en el Cementos Progreso. Se disputa el encuentro y los Albos remontan el resultado adverso ganando por 2 a 0 logrando pasar a la semifinal, se encontraba cerca el tan anciado objetivo. Por el formato de la Liga de la Primera División, el conjunto albo logrando pasar esta llave a la final se ganaba el derecho de un partido de ida y vuelta por el ascenso directo, para ello el Deportivo Chiantla sería el rival, por posiciones en sus respectivos grupos; Cremas B sería el local en el encuentro de ida. Baldazo de agua fría para los blancos perdiendo por 2 a 1 escapándose prácticamente la llave y ilusión por tan anciado objetivo, a falta del encuentro de vuelta a disputarse en condición de visitante. Se disputa el juego de vuelta en el Estadio Buenos Aires donde Los Tigres de Chiantla hacen de local, resultado adverso para Cremas B por 2 a 0; quedándose eliminado en la fase de semifinal.
Pero es de resaltar que, con los puntos conseguidos en el Apertura,  hacia que el encarar el Torneo  Clausura iba a ser muy difícil, ya que, la liga de ascenso, el conseguir cierta cantidad de puntos, y salir primeros en su grupo para mantener la categoría, eran factores que no ayudaban al conjunto Crema; a pesar de todo ello Cremas B logró sobresaltar e hizo una tarea meritoria en el ya mencionado torneo

### Torneo Apertura - Clausura 2018/2019

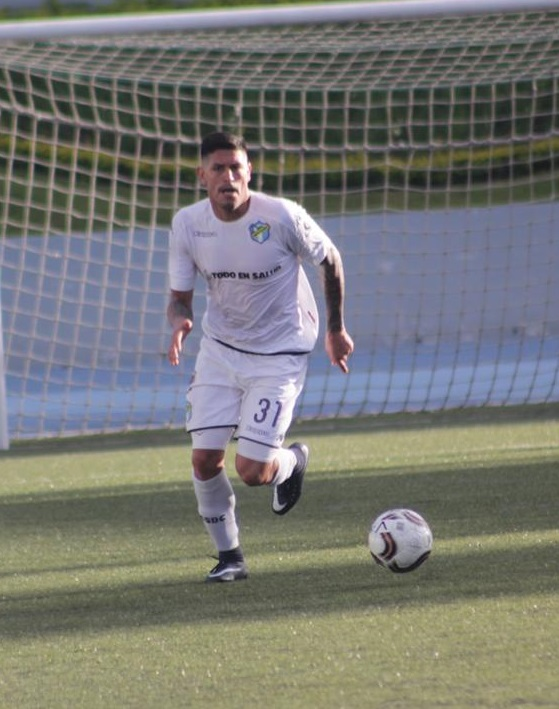
Paulo Centurión sale jugando, vistiendo la nueva casaca crema.

Para la siguiente temporada, el Club renueva con Paulo Centurión 1 año más para seguir con el proyecto que de un inicio se manejó.
El objetivo era repetir o mejorar lo hecho en el Clausura del torneo anterior reafirmando que lo conseguido no fue casualidad, y hacer buen papel en el Torneo de Copa que se desarrollaba nuevamente en el país. Debutan frente al Club Social y Deportivo Carchá empatando 0 a 0 de local, no se puede dejar escapar puntos de locales en  esta liga y eso lo sabían perfectamente. Tuvo que llegar la cuarta fecha para que Centurión se encontrara con el gol, y fue así que enfrentando al Deportivo Sansare abriendo el marcador momentáneo de 1 a 0, resultado final 2 a 0. Todo se encaminaba bien. y nuevamente en el siguiente partido; la 5.ª Fecha, Paulo anota nuevamente en la goleada de 5 a 1  a la Universidad SC en condición de visitante. 
. 
Torneo difícil para el conjunto albo que se logra el primer objetivo clasificando pero en la ubicación de cuarto. En cuartos de final un viejo conocido Santa Lucía Cotzumalguapa FC, el 28 de noviembre en el Cementos Progreso se disputa el juego de ida con un marcador de 1 a 1 dejando la llave abierta para el juego de vuelta. el 2 de diciembre se juega el encuentro de vuelta, donde el conjunto local gana por 3 a 1 al crema; quedándose una vez más eliminado en las instancias finales para lograr tener un cupo por la pelea del ascenso.

## Clubes
| Club                         | País        | Año             |
| ---------------------------- | ----------- | --------------- |
| Sol de América (Formosa)     | Argentina   | 2002            |
| Defensa y Justicia (Formosa) | Argentina   | 2003            |
| Guaraní                      | Paraguay    | 2004 - 2006     |
| C.S.D. Comunicaciones        | Guatemala   | 2006 - 2007     |
| Guaraní                      | Paraguay    | 2007 - 2008     |
| C.S.D. Municipal             | Guatemala   | 2008 - 2009     |
| Club Guaraní                 | Paraguay    | 2009 - 2010     |
| River Plate (Puerto Rico)    | Puerto Rico | 2010 - 2011     |
| Sarmiento (Resistencia)      | Argentina   | 2011 - 2013     |
| Sol de América (Formosa)     | Argentina   | 2013            |
| Antigua GFC                  | Guatemala   | 2014            |
| Deportivo Coatepeque         | Guatemala   | 2014 - 2015     |
| Universidad SC               | Guatemala   | 2015            |
| Deportivo Escuintla Heredia  | Guatemala   | 2016 - 2017     |
| Comunicaciones FC            | Guatemala   | 2017 - Presente |

## Honores

### Club Guaraní
- Campeón Torneo Apertura Tigo 2010

### Club Atlético River Plate Puerto Rico
- Campeón Puerto Rico Soccer League SúperCopa DirecTV 2010

| N.º | Título                 | Club                      | País        | Año  |
| --- | ---------------------- | ------------------------- | ----------- | ---- |
| 1   | Torneo de Apertura     | Club Guaraní              | Paraguay    | 2010 |
| 2   | SúperCopa DirecTV 2010 | River Plate (Puerto Rico) | Puerto Rico | 2010 |